# Kjell Carlström
Kjell Carlström (* 18. Oktober 1976 in Porvoo) ist ein ehemaliger finnischer Radrennfahrer und späterer Teamleiter von Radsportteams.
Er begann seine Laufbahn im Verein Turun Urheiluliitto. Mit dem Porvoon ajot gewann er 1998 sowie 2001 bis 2003, 2009 und 2011 das älteste finnische Eintagesrennen. 2000 siegte er im estnischen Etappenrennen Saaremaa Velotuur.
Carlström fuhr ab 2002 bei Amore & Vita-Beretta, für das er 2004 gewann er eine Etappe und das Gesamtklassement der Uniqa Classic gewann und finnischer Meister im Straßenrennen. Anschließend erhielt er einen Vertrag beim ProTeam Liquigas-Bianchi. Dort gewann er 2005 erneut eine Etappe der Uniqa Classic und wurde nach Joona Laukka der zweite Finne, der an der Tour de France teilnahm, die er dreimal bestritt. Zudem gewann er bei Paris–Nizza 2008 eine Etappe. Zur Saison 2010 wechselte er zu Sky Professional Cycling Team. 2011 wurde er nochmals finnischer Straßenradmeister.
Ende der Saison 2011 beendete Kjell Carlström seine Karriere als Berufsradfahrer. Seit dem Jahr 2016 ist er in der Leitung von Teams tätig, zunächst beim UCI WorldTeam IAM Cycling.

## Erfolge
2000
- Finnischer Meister – Straßenrennen

2004
- Gesamtwertung und eine Etappe Uniqa Classic
- Finnischer Meister – Straßenrennen

2005
- eine Etappe Uniqa Classic

2008
- eine Etappe Paris-Nizza

2009
- Finnischer Meister – Straßenrennen

2011
- Finnischer Meister – Straßenrennen

## Grand-Tour-Platzierungen
| Grand Tour            | 2005 | 2006 | 2007 | 2008 | 2009 | 2010 | 2011 |
| --------------------- | ---- | ---- | ---- | ---- | ---- | ---- | ---- |
| Giro d’ItaliaGiro     | –    | –    | –    | 123  | 57   | –    | 132  |
| Tour de FranceTour    | 141  | 130  | 76   | –    | –    | –    | –    |
| Vuelta a EspañaVuelta | –    | 120  | –    | –    | 91   | DNF  | –    |